# Blaketown (Terre-Neuve-et-Labrador)
Pour les articles homonymes, voir Blaketown.
Blaketown est un district de services locaux de Terre-Neuve-et-Labrador, au Canada.
Blaketown est situé dans l'Est de l'île de Terre-Neuve, sur la péninsule d'Avalon. Le village est bâti le long de la route 80, au bord de l'étang de Dildo.